# Aphomia
Aphomia är ett släkte av fjärilar som beskrevs av Jacob Hübner 1825. Aphomia ingår i familjen mott.

## Bildgalleri

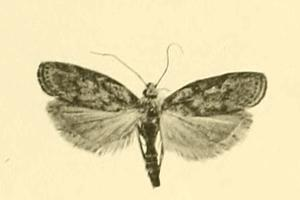
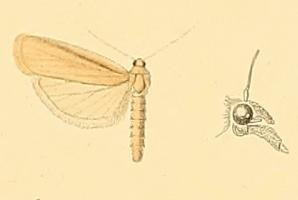
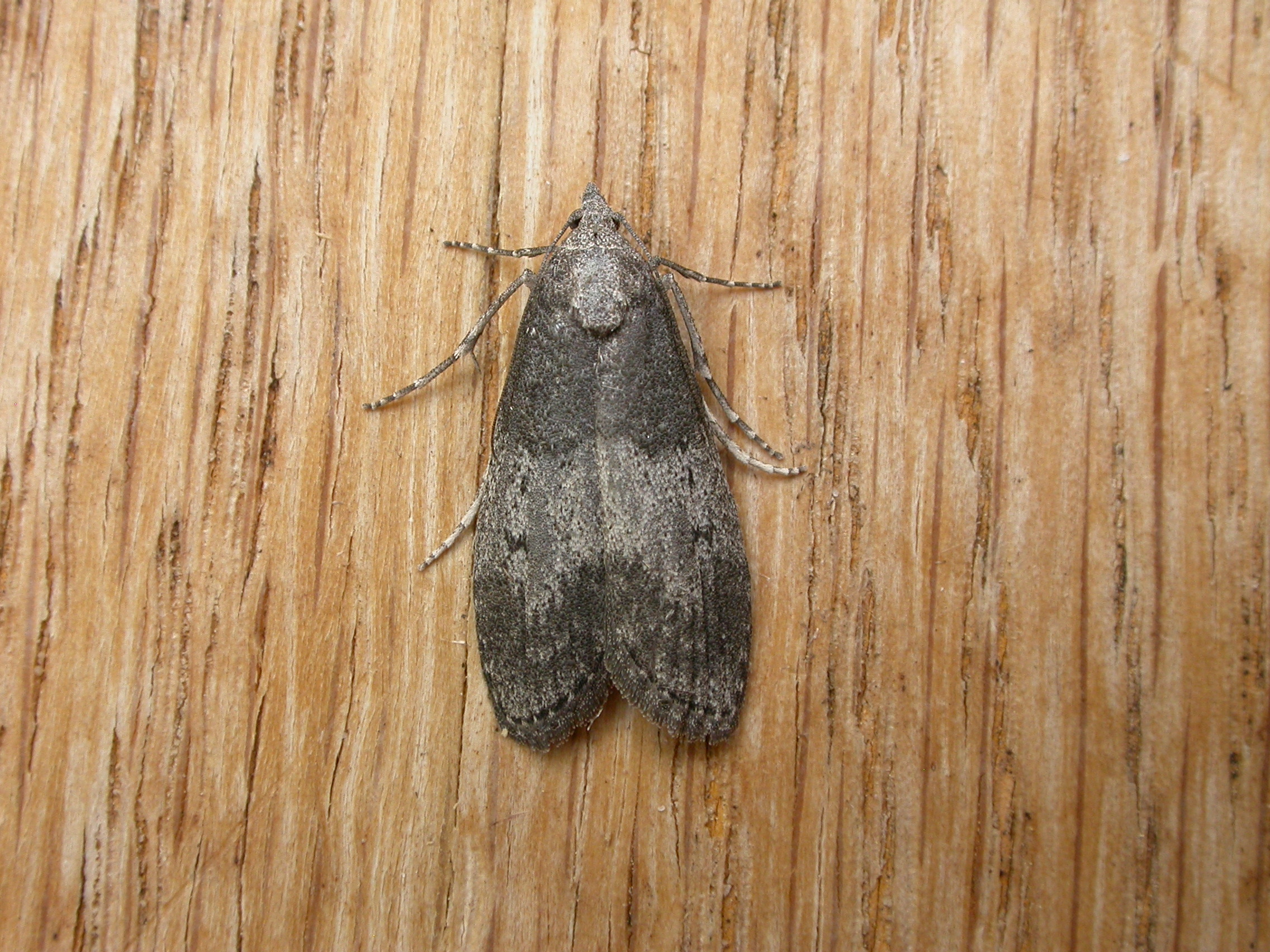
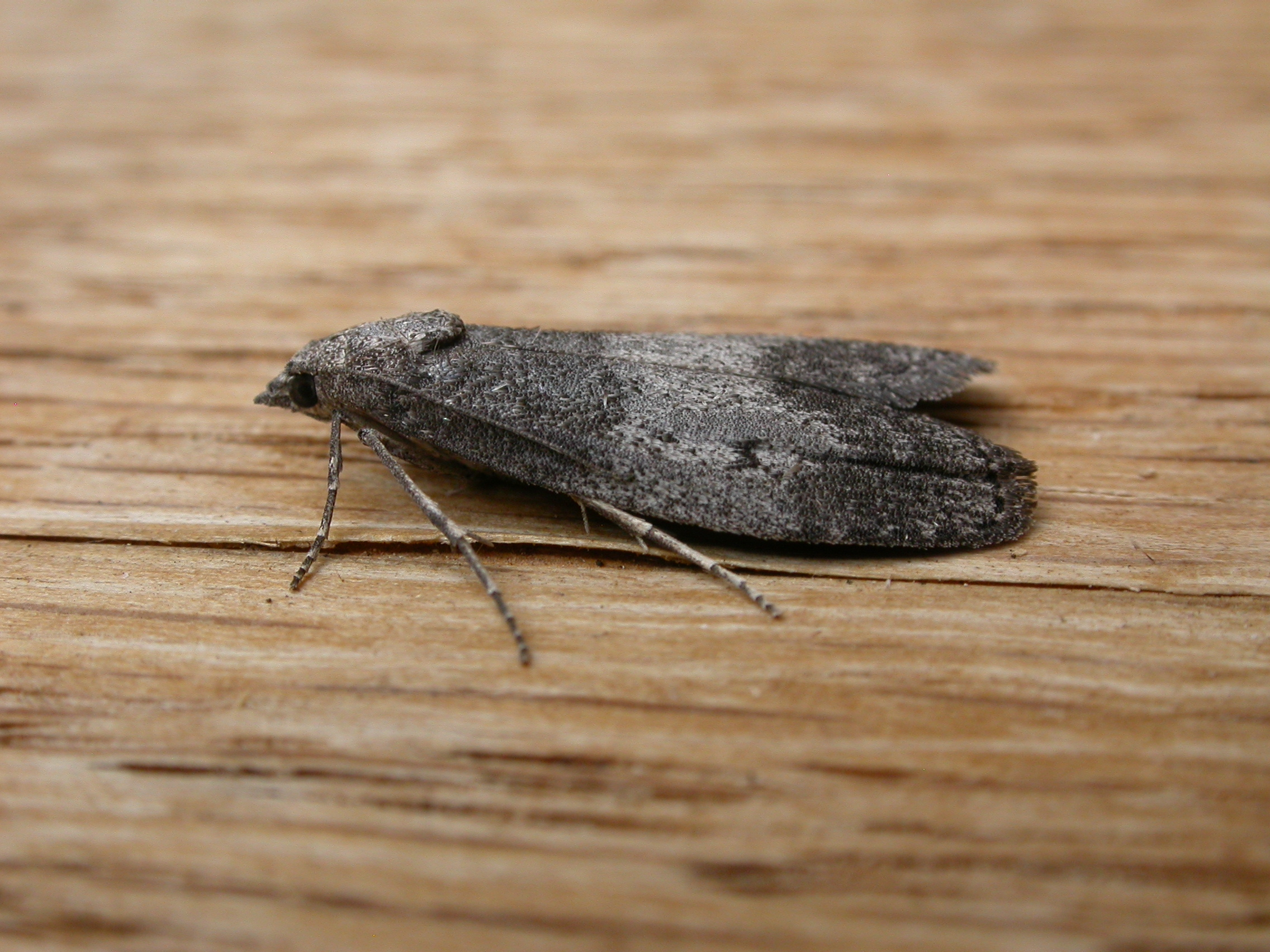
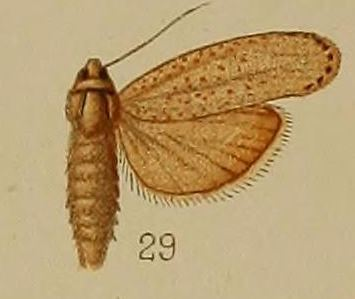
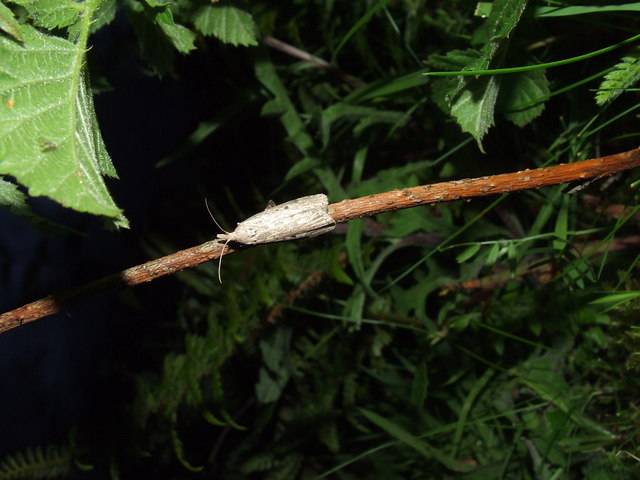

## Dottertaxa tillAphomia, i alfabetisk ordning[1][2]
- Aphomia aegidia
- Aphomia agramma
- Aphomia anella
- Aphomia argentia
- Aphomia asiatica
- Aphomia astericta
- Aphomia baryptera
- Aphomia bipunctanus
- Aphomia burellus
- Aphomia caffralis
- Aphomia cissinobaphes
- Aphomia colonella
- Aphomia curvicostellus
- Aphomia decolor
- Aphomia disema
- Aphomia distictella
- Aphomia eritrella
- Aphomia erumpens
- Aphomia eucheliellus
- Aphomia foedella
- Aphomia fulminalis
- Aphomia furellus
- Aphomia fuscolimbellus
- Aphomia grisea
- Aphomia homochroa
- Aphomia isodesma
- Aphomia melli
- Aphomia monochroa
- Aphomia murciellus
- Aphomia murinus
- Aphomia ochracea
- Aphomia odontella
- Aphomia opticogramma
- Aphomia pedemontella
- Aphomia phloeomima
- Aphomia pimelodes
- Aphomia poliocyma
- Aphomia pygmaealis
- Aphomia radiatalis
- Aphomia rufinella
- Aphomia sapozhnikovi
- Aphomia sociella
- Aphomia spodoptera
- Aphomia spoliatrix
- Aphomia terrenella
- Aphomia tribunella
- Aphomia unicolor
- Aphomia variegatella
- Aphomia vinotincta
- Aphomia zelleri